# HCLS1-assoziiertes Protein X-1
HAX 1 ist ein Protein des Menschen.
Mutationen in  HAX 1 verursachen das auch als schwere kongenitale Neutropenie bezeichnete Kostmann-Syndrom. Es kommt zu einer Blutbildungsstörung mit Reifungsstörungen der Granulopoese, die in der Regel kurz nach der Geburt festgestellt wird.